# Club sportif Santiagotarrak
Maillots
Le Club sportif Santiagotarrak (Santiagotarrak Kirol Elkartea en euskara) est un club d'aviron et de kayak d'Irun de la province du Guipuscoa dans la communauté autonome du Pays basque, située dans le Nord de l'Espagne. Il est né en 1965 avec seulement la section Kayak, l'aviron étant introduit plus tard. Il pratique le kayak en eau plate et en eaux vives et dans l'aviron dans les disciplines du banc mobile et banc fixe.

### Sources
- (eu) Cet article est partiellement ou en totalité issu de l’article de Wikipédia en basque intitulé « Santiagotarrak Kirol Elkartea » (voir la liste des auteurs).